# Richard Scott (juge)
Pour les articles homonymes, voir Richard Scott.
Richard Rashleigh Folliott Scott, baron Scott de Foscote, (né le 2 octobre 1934), est un juge britannique né en Inde, qui a été Lord of Appeal in Ordinary.

## Jeunesse
Fils du lieutenant-colonel CWF et de Katharine Scott, il est né le 2 octobre 1934 et fait ses études à Michaelhouse School, Natal en Afrique du Sud. Il étudie ensuite à l'Université du Cap, où il obtient un baccalauréat ès arts en 1954, et au Trinity College de Cambridge, où il obtient un BA (Law Tripos) en 1957 et un Bleu en rugby. Il passe ensuite un an en tant que Bigelow Fellow à l'Université de Chicago, où il rencontre sa future épouse, Rima Elisa Ripoll, originaire du Panama.

## Carrière juridique
Scott est admis au barreau par l'Inner Temple en 1959, devenant Bencher en 1981. De 1960 à 1983, il exerce au Barreau de la Chancellerie et est nommé Conseiller de la reine en 1975. En 1980, Scott est nommé procureur général du duché de Lancastre, poste qu'il occupe jusqu'en 1983. Il est vice-président du barreau de 1981 à 1982 et président de 1982 à 1983.
Scott est nommé juge de la Haute Cour de Justice en 1983, siégeant dans la Chancery Division et reçoit la chevalerie coutumière. De 1987 à 1991, il occupe le poste de vice-chancelier du comté palatin de Lancaster qui a la responsabilité de superviser les affaires de la chancellerie dans le nord de l'Angleterre. Il est promu à la Cour d'appel en 1991, devenant lord juge d'appel et admis au Conseil privé. Il est vice-chancelier, chef de la division de la chancellerie, de 1994 à 2000 et chef de la justice civile de 1995 à 2000.
Le 17 juillet 2000, il est nommé Lord of Appeal in Ordinary et créé pair à vie en tant que baron Scott de Foscote, de Foscote dans le comté de Buckinghamshire. Il prend sa retraite de ce poste le 30 septembre 2009 et ne bascule pas avec les autres lords d'appel ordinaires à la nouvelle Cour suprême du Royaume-Uni. Le poste vacant créé par sa retraite est occupé par Lord Clarke de Stone-cum-Ebony, ancien maître des rôles. Il siège comme crossbencher jusqu'à sa retraite de la Chambre des lords le 21 décembre 2016.
En 2003, il est nommé membre non permanent de la Cour d'appel final de Hong Kong. Il quitte le tribunal en 2012.
En 1992, Scott, alors qu'il est Lord Justice of Appeal, est nommé pour présider une enquête sur le scandale Arms-to-Irak, dans lequel il est affirmé que le gouvernement britannique a soutenu des entreprises britanniques dans la vente de matériel de défense à l'Irak. Le rapport est publié en 1996, même s'il est en grande partie secret. En 2001, Scott déclare qu'il est " regrettable et décevant " que le gouvernement n'ait pas apporté de modifications à la loi régissant le commerce des armes.

## Vie privée
Lord Scott est marié à Rima Elisa Ripoll depuis 1959. Ils ont deux fils et deux filles.